# Улица Василия Петушкова
Улица Василия Петушкова — московская улица, расположена между Трикотажным и Фабричным проездами в Южном Тушине на территории Северо-Западного административного округа.
Названа в честь Василия Петушкова — милиционера, погибшего на посту при охране общественного порядка. До 1962 года называлась Фабричной. Почтовый индекс всех адресов на улице — 125476.

## Примечательные здания и сооружения
- строение 25, гостиница «Гостиный дом».
- дом 27, бывшее общежитие Тушинской чулочной фабрики, построен и 1917 году.
- строение 29. Тушинская евангельская церковь христиан веры евангельской (бывш. ДК Тушинской чулочной фабрики).[2]

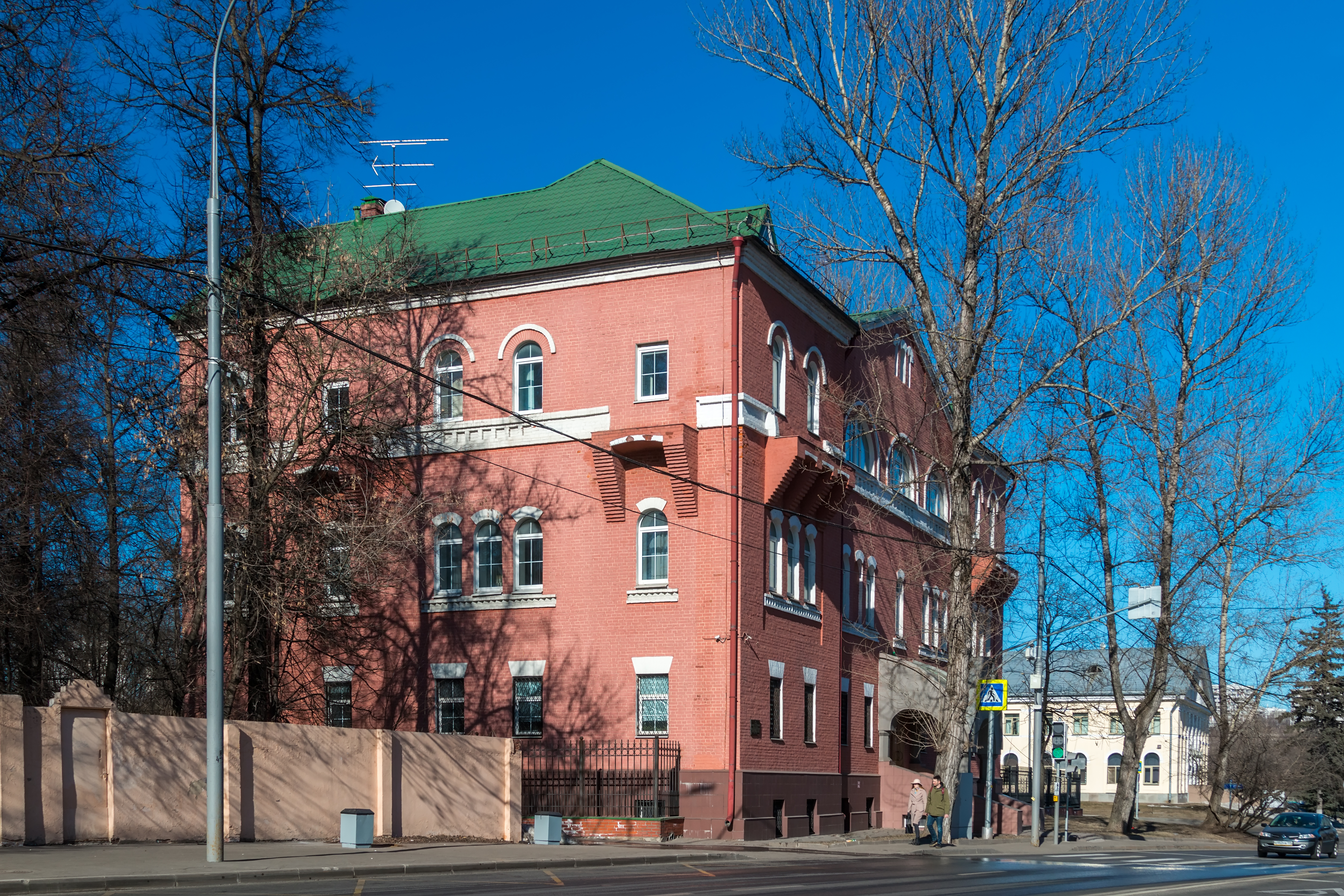
Дом 27
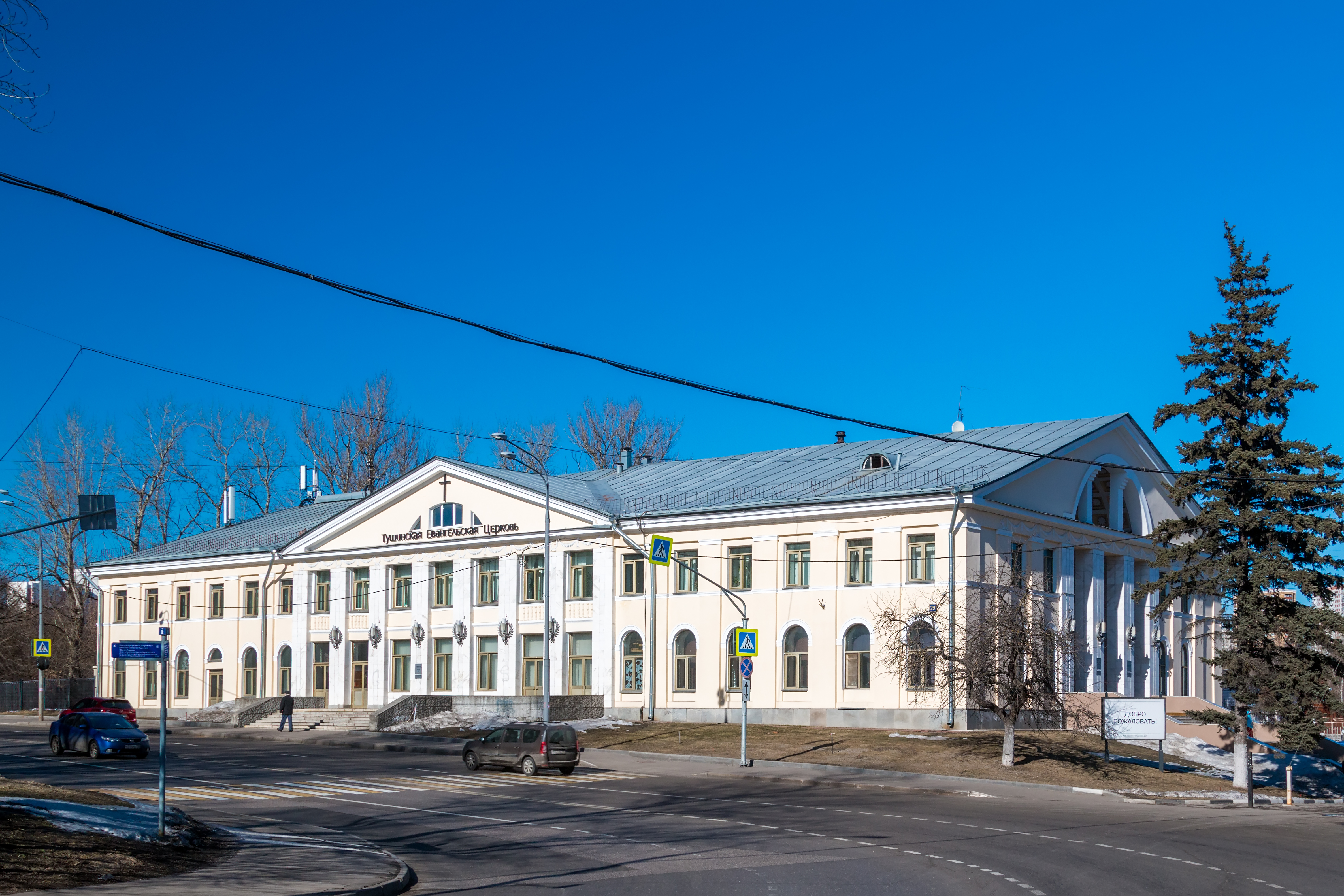
Дом 29

## Наземный транспорт
На ул. Василия Петушкова расположены остановки автобусов № 43 и № 837. № 88К По улице Василия Петушкова также проходит маршрут автобуса № 88 и № 777.